# 2007 új világörökségi helyszínei
Az UNESCO Világörökség Bizottsága a 2007. június 23. és július 2. között Christchurchben megtartott 23. ülésszakán az alábbi helyszíneket nyilvánította a világörökség részévé:  
| | A Kárpátok és más európai régiók ősbükkösei |
| Albánia, Ausztria, Belgium, Bosznia-Hercegovina, Bulgária, Csehország, Észak-Macedónia, Franciaország, Horvátország, Lengyelország, Németország, Olaszország, Románia, Svájc, Szlovákia, Szlovénia, Spanyolország és Ukrajna közös világörökségi helyszíne |                                             |
| Természeti (IX) |                                             |
| Védett terület: 92 023,24 ha, puffer zóna: 253 815,38 ha, hivatkozás: 1133 |                                             |
| Ez a határokon átnyúló, többször kiterjesztett helyszín Európa legnagyobb kiterjedésű ősbükköse, jelenleg 18 ország közös világörökségi helyszíne és összesen 94 védett területből áll. Kezdetben az Északkeleti-Kárpátok déli lejtőin, Szlovákia keleti részén és Ukrajnában található védett területhez összesen 10 természetvédelmi körzet tartozott, ezek közül hat Ukrajnában négy pedig Szlovákiában található. Ezek a védett területek egy 185 kilométer hosszú tengelyen fekszenek, tengerszint feletti magasságuk 210 és 1700 méter között váltakozik. A teljes védett övezet eredetileg háromszáz négyzetkilométert foglalt el, majd 2011-ben a helyszínt öt újabb, Németországban található bükkerdővel egészítették ki. A következő kiterjesztés óta, 2017-től a helyszínhez tartoznak mediterrán területek, az Alpok, a Dinári-hegység és a Pireneusok ősbükkösei is. Az utolsó, 2021-es kiterjesztés során bosznia-hercegovinai, csehországi, észak-macedóniai, franciaországi, lengyelországi és svájci bükkösök kerültek a világörökségi listára. Az ősbükkösöben találhatók a világ legmagasabb és legöregebb bükkfái, és megfigyelhető a bükkerdők fejlődésének valamennyi fázisa. A Kárpátokban őshonos bükkfa a Dinári-hegység mellett csak ezeken a területeken vészelte át a jégkorszakot, majd egy rövid, néhány ezer éves időszak alatt elterjedt az egész kontinensen. Az őserdők a bükkfák felbecsülhetetlen értékű genetikai tárházai. A fák mellett található ökoszisztéma magán viseli a jégkorszak utáni élővilág valamennyi jellegzetességét, gazdag növény és állatvilágnak, köztük több védett fajnak nyújt életteret. |                                             |

| | Sydney-i Operaház |
| Ausztrália |                   |
| Kulturális (I) |                   |
| Védett terület: 5,8 ha, puffer zóna: 438,1 ha, hivatkozás: 166 |                   |
| Az 1973-ban felavatott sydney-i Operaház a 20. századi építészet kiemelkedő alkotása, Ausztrália egyik jelképe. Az épület egy hatalmas emelvényen áll, amit három oldalról víz vesz körül. Egymásba kapcsolódó kagyló vagy vitorla alakú épületelemei alatt két nagyobb előadótermet és egy éttermet alakítottak ki. Az épület tervezésére 1955-ben írták ki a pályázatot, amit a korábban kevéssé ismert dán Jørn Utzon nyert meg. Az építkezés kockázatos volt, mert még a munkálatok 1959-es megkezdésekor sem volt egyértelmű, hogy a különleges formájú tetőszerkezetek megépíthetők-e. A bordázatot előregyártott betonelemekből készítették el, a tetőzetet kerámialapokkal borították be, a nyitott oldalakra 2000 üvegtáblát helyeztek el. 1966-ban az építkezés irányítását hosszas viták után egy ausztrál építészcsapat vette át. A tengerparti környezetben, sétálóutcák között álló rendkívüli épület jelentős hatást gyakorolt az építészetre és lendületet adott az építészek, mérnökök és kivitelezők közötti kreatív együttműködésnek. |                   |

| | Qobustani sziklarajzok |
| Azerbajdzsán |                        |
| Kulturális (III) |                        |
| Védett terület: 537,22 ha, puffer zóna: 3 096,34 ha, hivatkozás: 1076 |                        |
| A Qobustani sziklarajzok az ország középső vidékén, a Kaukázus lábánál egy félsivatagos terület fennsíkján találhatók. A térség feltételezhetően az utolsó jégkorszak után népesült be. A mintegy 6000 sziklarajz túlnyomó többsége véséssel készült és öt korszakhoz (paleolitikum, neolitikum, bronzkor, vaskor, középkor) kapcsolható. A paleolit kor rajzai csónakokat, vadállatokat, halakat ábrázolnak, a neolit korban viszont már rituálékat, táncoló alakokat, korai háziállatokat és áldozatbemutatásokat jelenítettek meg. A bronzkorra datálható véseteken kecskék és lovasok láthatók, a vaskori rajzokon kar nélküli emberszerű alakok. Nagy Sándor és Traianus római császár korában az átvonuló hadseregek feliratokat véstek a sziklákba, a középkorban tevekaravánokat, fegyveres lovasokat és iszlám szimbólumokat jelenítettek meg. A környéken található barlangok és sziklahasadékok lakhelyül szolgáltak a mintegy tízezer évvel ezelőtt itt élő embereknek. A kutatások során a sziklarajzok mellett településnyomokat és temetkezési helyeket is feltártak. |                        |

| | Szokoli Mehmed pasa hídja, (Višegrad) |
| Bosznia-Hercegovina |                                       |
| Kulturális (II)(IV)() |                                       |
| Védett terület: 1,5 ha, puffer zóna: 12,2 ha, hivatkozás: 1260 |                                       |
| A hidat, az oszmán építészet és építőmérnöki tudományok egyik legszebb példáját a bosnyák származású Szokoli Mehmed török nagyvezír, a szultán legrangosabb tanácsadója parancsára építették 1571 és 1577 között. A Drina folyó hosszú ideig határfolyó volt Kelet és Nyugat között és ez a híd volt a Balkán középső részének egyik ellenőrző pontja, a Duna menti síkságokat Szarajevóval és az Adriai-tengerrel (elsősorban Dubrovnikkal) összekötő útvonal fontos állomása.A nagyvezír a híd építésével szülőföldje iránti tiszteletét rótta le. A tervezéssel Szinánt, a korszak egyik legnagyobb építészét bízta meg, aki 1538-tól az egész Oszmán Birodalom legfőbb építőmestere volt. A híd közvetlenül egy éles kanyar után ível át a Drina fölött. Hosszúsága 179,5 méter, 11 ívének szélessége 10,7 és 15 méter között változik. Az ívek formája a török kor jellegzetes építészeti vonásait követi. A folyó jobb oldalán egy síkság terül el, itt terjeszkedett a višegrádi van, a bal oldalon azonban sziklás a terep, ezért a hídhoz egy 120 méter hosszú felvezető rámpát kellett építeni. Közepén egy kapu áll, amelynek szélei túlnyúlnak a híd oldalvonalán. |                                       |

| | A Richtersveld botanikai és kultúrtáj |
| Dél-afrikai Köztársaság |                                       |
| Kulturális (IV)(V) |                                       |
| Védett terület: 160 000 ha, puffer zóna: 398 425 ha, hivatkozás: 1265 |                                       |
| Az 1600 négyzetkilométer kiterjedésű kultúrtáj az ország északnyugati részén, a namíbiai határ közelében terül el. Ez látványos hegyes, sivatagos vidék jellegzetes pozsgásokkal tarkított növényzetével az utolsó olyan terület a kontinens déli részén, ahol a nama törzs tagjai még ma is félnomád módon élhetnek. A térség elszigeteltsége ellenére folytatni tudták kétezer éves életmódjukat, amely az évszakok változásával a különböző legelőterületekre való vándorlással járt. A vetésforgóra emlékeztető tradicionális legeltetési szokásnak köszönhetően a helyi vegetáció nem szenved komolyabb károkat és az ökoszisztéma egyensúlya is fennmarad. A namák hordozható kupolás kunyhókban laknak, amelyeket gyékénnyel fednek le. A táborhelyeket közös megegyezéssel osztják el a családok között. Kultúrájuk szájhagyomány útján terjed, történeteikbe belefoglalják az egyes helyszínekkel és tájelemekkel kapcsolatos elképzeléseiket. |                                       |

| | Csedzsu vulkanikus sziget és lávacsövek |
| Dél-Korea} |                                         |
| Természeti (VII)(VIII) |                                         |
| Védett terület: 9 521,8 ha, puffer zóna: 9 324,2 ha, hivatkozás: 1264 |                                         |
| A Csedzsu-sziget egy kontinentális lemezen lévő pajzsvulkán. A 188 négyzetkilométeres világörökségi helyszínhez a Geonunorem láva alagútrendszer a Szeongszan Ilcshulpong tufakúpja és a Halla-vulkán tartozik. Az 1950 méter magas Halla-hegy az ország legmagasabb csúcsa, a környező terület magassága 800 és 1300 méter között váltakozik. A hegy kőalakzatairól, vízeséseiről és mára már tóvá alakult kráteréről nevezetes. Az öt lávacső úgy jött létre, hogy a legfelsőbb része megszilárdult, míg alatta a folyékony része továbbfolyt. Miután a kőzet kihűlt hosszúkás csatorna maradt utána. A 182 méter magas tufakúp a sekély tengerfenéken történt kitörés eredményeként jött létre. A sziget jellegzetessége a nagy mennyiségben megtalálható szivacsos, vulkanikus eredetű kőzet. A helyszínen tanulmányozni lehet a vulkánok működését és a lávabarlangok kialakulásának folyamatát is. |                                         |

| | Port de la Lune, Bordeaux |
| Franciaország |                           |
| Kulturális (II)(IV) |                           |
| Védett terület: 1 731 ha, puffer zóna: 11 974 ha, hivatkozás: 1256 |                           |
| A helyszínez Bordeaux történelmi kikötőjének városrésze tartozik, Párizst kivéve itt található az ország legtöbb felvilágosodás kori épületegyüttese. A terület több ezer éve lakott, már a római korban is kikötőként hasznosították. Legfontosabb áruja a bor volt amiről a környék ma is híres. Már a 12. századra fontos kereskedelmi és kulturális központtá fejlődött, és a 18. század elejéig megmaradt középkori arculata. Ekkor nagyszabású átalakításokba fogtak, 1730-től kezdték építeni a Place de la Bourse épületegyüttesét. A 18. század közepén Tournay márkija nagy szerepet játszott az újjáépítésben. A munkálatok még a 19. század közepén is folytak. A régi kikötőt változatlanul hagyták de átépítették a középkori városkapukat, felújították a Garrone folyóra néző épületek homlokzatát stb. A városképek kivételes építészeti egység jellemzi, a klasszicista városépítészet egyik kiemelkedő alkotása. |                           |

| | A Lopé-Okanda kultúrtáj ökoszisztémája és reliktumai |
| Gabon |                                                      |
| Vegyes (III)(IV)(IX)(X) |                                                      |
| Védett terület: 491 291 ha, puffer zóna:150 000 ha, hivatkozás: 1147 |                                                      |
| Az Egyenlítő közelében fekvő Lopé-Okanda kultúrtáj a trópusi esőerdő és a szárazabb szavanna egyik határterülete. Itt az Ogooué-folyó mellett egy ezer négyzetkilométeres térségben nyílt területek és erdők részek váltakoznak. A nyílt vidékek még a kőkorszakban kezdődő emberi beavatkozásra jöttek létre és ez a folyamat napjainkban is tart. A térség mindig is a Szaharától délre élő törzsek egyik fontos vándorlási útvonala volt Nyugat-Afrikából Közép-, Kelet- és Dél-Afrikába irányában. A védett területen jól nyomon követhetők a fajok és az élőhelyek átalakulása és alkalmazkodásuk a jégkorszak utáni körülményekhez. A folyóvölgyben és a környező dombokon számos helyen folytattak ásatásokat, a leletek alapján feltételezhető, hogy a környék már négyszázezer éve lakott. A feltárások során viszonylag jó állapotban lévő lakóhelymaradványokat is azonosítottak. Az újkőkorszakból sziklarajzok maradtak ránk és jelentősek a vaskorra datálható leletek is. A sziklarajzok túlnyomó többsége geometrikus mintákat ábrázol, a többi embereket, kisebb emlősöket és hüllőket. A kultúrtáj számos veszélyeztetett nagy testű emlősfajnak is menedékek nyújt. A növényfajok közül eddig több mint ezerötszázat katalogizáltak de a feltételezések szerint ez csak az összes itt élő fajnak csak a fele. |                                                      |

| | Korfu óvárosa |
| Görögország |               |
| Kulturális (IV) |               |
| Védett terület: 70 ha, puffer zóna: 162 ha, hivatkozás: 978 |               |
| Korfu városát, az azonos nevű sziget legfontosabb települését az i. e. 8. században alapították. Az Adriai-tenger bejáratánál fekvő sziget stratégiai szempontból mindig rendkívül fontos volt. A város jelenlegi arculatát részben a négyszáz éves velencei uralom alatt kapta, amikor a 16. században az ismétlődő török támadások miatt a lakott központtól távolabb erődítményeket és egy citadellát emeltek. Ezt a védműrendszert 1669 és 1682 között megerősítették. A Földközi-tenger több erődített kikötővárosához hasonlóan Korfu városképe is rendkívül egységes. Az erődrendszer a 15. és a 20. század között fontos szerepet játszott a Földközi-tenger keleti és nyugati hatalmai közötti összecsapásokban. Az óváros nagyrészt neoklasszicista épületei elsősorban a velencei korból származnak, bár vannak köztük olyanok is, amelyeket a 19. században építettek. |               |

| | Vörös Erőd |
| India |            |
| Kulturális (II)(III)(VI) |            |
| Védett terület: 49,18 ha, puffer zóna: 43,43 ha, hivatkozás: 231 |            |
| Sáh Dzsahán 1639-ben úgy döntött, hogy a birodalom fővárosát a Delhitől délre fekvő területre költözteti át. A később Sáhdzsahánábádnak nevezett várost 1639. április 29-én alapították. Az erőd kilenc évvel később készült el, befogadóképessége ötvenezer fő körül lehetett, építése hatszázezer rúpiába került. 1653-ra a város homokkő falai közel kétezer-hatszáz hektár területet határoltak, lakosainak száma elérte a négyszázezret. Területére tizenegy kapun keresztül lehetett bejutni, a falakat huszonhét torony tagolta. Az erődöt három oldalról egy több mint másfél kilométer hosszú masszív fal védelmezi, negyedik oldalról a Jamuna-folyó határolja. Alaprajzára a merőleges vonalak jellemzőek. Az épületegyüttes folyópart felőli részén alakították ki a császári lakosztályokat és az adminisztrációs célra használt pavilonok sorát. Főbejárata a Lahor-kapu, ahonnan egy fedett bazár vezet egy udvarra, amelynek hátsó részén található a nyilvános kihallgatások csarnoka. A két legdíszesebb pavilon a nők lakrésze, a Rang Mahal (Festett Palota) és a magánkihallgatások csarnoka. A magánkihallgatások csarnokában állt a híres Pávatrón, amit Nádir Sah Delhi 1739-es kifosztásakor Perzsiába vitt. Az erődkomplexum a Mogul Birodalom fővárosának szerepét töltötte be 1857-ig, amikor a brit indiai kormány az utolsó mogul uralkodót, a szipojlázadás szimbolikus vezetőjét, II. Bahádur szultánt száműzte. 1947-ig, India függetlenségének elnyeréséig a britek katonai támaszpontként használták, és később is évekig az indiai hadsereg ellenőrzése alatt állt. Ma India szuverenitásának jelképe és Delhi egyik legfőbb turistalátványossága. |            |

| | Szamarra |
| Irak |          |
| A veszélyeztetett világörökségi helyszínek listájára került: 2007 |          |
| Kulturális (II)(III)(IV) |          |
| Védett terület: 15 058 ha, puffer zóna: 31 414 ha, hivatkozás: 276 |          |
| A Tigris felső folyásánál álló Szamarra helyén egykor Mezopotámia egyik jelentős városa állt. A város területének eddig csak az egyötödét tárták fel. A mai Szamarrát a 9. században építette al-Mutaszim kalifa és innen kormányozták a Tunéziától Közép-Ázsiáig terjeszkedő Abbászida Kalifátus tartományait. A vályogtéglákból emelt várost nem erősítették meg falakkal, mert a települést körülvevő csatornarendszer és a folyó természetes védelmet nyújtottak lakosai számára. Al-Mutaszim kisebbik fia I. al-Mutavakkil építtette a város keleti felében álló Nagymecsetet, amely mellett a híres, 52 méter magas csigalépcsős minaret áll. A minaretet feltételezhetően az ókori zikkuratok alapján tervezték. A mecsetet a várossal ellentétben fallal vették körül, a falakat szabályos távolságra elhelyezett félkör alakú tornyokkal erősítették meg. A kalifa palotáját a főutcán, a folyó mellett építették fel, és ez az egyetlen olyan palota, ami a 9. századból fennmaradt. Szamarrában olyan építészeti és díszítőművészeti fejlődés vette kezdetét, amely a birodalom határain kívül is hatást gyakorolt, innen terjedt el a faragott stukkók használata és egy újfajta porcelánfényezési technika is. Az ország területén zajló háború miatt a helyszín felkerült a veszélyeztetett világörökségi helyszínek listájára. |          |

| | Az Ivami Ginzan ezüstbánya és kultúrtája |
| Japán |                                          |
| Kulturális (II)(III) |                                          |
| Védett terület: 529,17 ha, puffer zóna: 3 134 ha, hivatkozás: 1246 |                                          |
| A bánya Honsú szigetének délnyugati részén fekszik sziklás hegyi környezetben. A bánya jól szervezett vállalkozás volt, korszerű kitermelési módszereket alkalmaztak és kedvező kereskedelmi kapcsolatokat építettek ki. A helyszínhez maga a bánya, az olvasztó és tisztító területek, a bányásztelepülések maradványai, várak, szállítási utak, szentélyek, templomok, temetkezőhelyek tartoznak, ezen kívül három kikötő ahonnan a kitermelt ércet Kínába és Koreába szállították. Ezek és a hozzájuk tartozó kultúrtáj összesen tizennégy részre oszlik. A lelőhely kiaknázása 1530-ban kezdődött és jelentősen hozzájárult a térség 16 – 17. századi gazdasági fellendüléséhez. A 17. században az éves kitermelés elérhette a két tonnát is, majd ezután folyamatosan csökkent. Fénykorában innen származott világ ezüstkitermelésének jelentős része. A 19. század közepére már csak évente körülbelül 100 kilogramm ezüstöt tudtak kibányászni és 1923-ban meg is szűnt a termelés. |                                          |

| | Rideau-csatorna |
| Kanada |                 |
| Kulturális ()()() |                 |
| Védett terület: ha, puffer zóna: ha, hivatkozás: 1221 |                 |
| Az Ottawát Kingstone városával összekötő Rideau-csatorna a Rideau és a Cataragni folyók összesen 202 kilométeres szakaszából és több tóból áll. Ez az egyedüli 19. századi mesterséges vízi út, ami jelenleg is használatban van. A britek az 1812-es háború után építették alternatív útvonalként az amerikai blokáddal fenyegetett Szent Lőrinc-folyó mellett. A munkálatok csak négy évig tartottak, ennek az az oka, hogy ásás helyett felduzzasztották a folyó vizét, majd a duzzasztott szakaszokat ötven zsilippel kapcsolták össze. Védelmére kisebb erődöket építettek, és megerősítették a zsilipőrök házait is. Végül katonai célokra sosem használták, és az 1800-as évek közepére teljesen el is vesztette stratégiai jelentőségét. Kereskedelmi és szabadidős célokra használták, és a gyakorlatilag érintetlen belső területek felé vezető egyik fő szállítási útvonala lett. A 19. században épített csatornarendszerek közül ez az egyetlen ami végig hajózható maradt, épületeinek többsége is eredeti állapotában maradt fenn. |                 |

| | Kajping Tiaolu |
| Kína |                |
| Kulturális (II)(III)(IV) |                |
| Védett terület: 371,94 ha, puffer zóna: 2 738,05 ha, hivatkozás: 1112 |                |
| A helyszínhez a Dél-Kínában fekvő Kajping tornyai és a környező falvak tartoznak. Ezek a tornyok az úgynevezett tiaoluk többszintes, védhető, toronyszerű házak, amelyek a Ming-kortól kezdve terjedtek el Kuangtung tartományban. Négy csoportban álló tornyok közül húsz tartozik a helyszínhez. Összesen 1833 ilyen jellegű torony áll, amelynek majdnem kilencven százalékát 1900 és 1931 között építették. A tornyokat a 19. század közepén indult kivándorlási hullám után meggazdagodva hazatérők építették a rablótámadások megelőzésére amelyeket a hazatelepülők gazdagsága váltott ki. A legfontosabb tornyok feltűnő elhelyezkedése is a jólét megnyilvánulása volt. Kőből, téglából, vályogból vagy betonból készültek, építésük során a helyi építészeti jellegzetességeket európai és amerikai stíluselemekkel ötvözték. A legtöbb torony tetején árkádos erkélyt vagy teraszt alakítottak ki és itt helyezték el az ősök szentélyét is. Az épületek három csoportba oszthatók, egy részük őrtoronyként funkcionált, más részüket közösség toronyként használtak menedékhelynek több család számára, a harmadik típusba tartozók voltak a gazdag családok megerősített lakhelyei. |                |

| | Dél-kínai karszt |
| Kína |                  |
| Természeti (VII)(VIII) |                  |
| Védett terület: 97 125 ha, puffer zóna: 176 228 ha, hivatkozás: 1248 |                  |
| Dél-Kínában található a világ legnagyobb karsztvidéke, félmillió négyzetkilométeres területéből ezer négyzetkilométer tartozik a helyszínhez. A savas reakciók következtében kialakult képződmények a dél-kínai táj legjellegzetesebb elemei különböző földrajzi és éghajlati környezetben találhatók. A mészkőformák rendkívül változatosak megtalálhatók közöttük kúpok, tornyok, kőerdők, mélyen barázdált mészkőcsúcsok, mélyedésekkel tagolt karsztfennsíkok, üregek fölötti kőhidak, szigethegyek, hasadékok és üregek, valamint a barlangokban függő és álló cseppkövek. A karsztvidék kialakulása több száz millió éve kezdődött és jelenleg is tart, három fő része a Si Lin-karszt, a Lipo-karszt és a Vulung-karszt. Az elsőre a kőerdők jellemzőek, a második a kúpból a toronykarsztba való átmenet egyik példája, míg a harmadik jellegzetességei a barlangok, a szurdokok és a víznyelők. A Lipo-karszt biológiai sokféleségéről is ismert számos endemikus és veszélyeztetett fajjal. A karsztvidéken élők életmódja is alkalmazkodott a különleges terepviszonyokhoz, egyes mészkőformák (főleg a kőerdők) hatást gyakorolnak kultúrájuk minden területére. |                  |

| | Atsinanana esőerdői |
| Madagaszkár |                     |
| A veszélyeztetett világörökségi helyszínek listájára került: 2010 |                     |
| Természeti (IX)(X) |                     |
| Védett terület: 479 660,7 ha, hivatkozás: 1257 |                     |
| A világörökségi helyszín hat, a sziget keleti részén elterülő nemzeti parkot egyesít. Az összesen mintegy 5500 négyzetkilométeres védett területhez a Marojejy, a Masoala, a Zahamena, a Ranomafana, az Andringtra és a Andohahela Nemzeti Park tartozik. A parkokban található hagyományos esőerdőkben zajló ökológiai folyamatok fontos szerepet játszanak az sziget biológiai sokféleségének megőrzésében. Madagaszkár több mint 60 millió évvel ezelőtt szakadt el a szárazföldtől, így növény és állatvilága elszigetelten fejlődött tovább. Ennek következménye új állat- és növényfajok kialakulása, valamint ősi fajok fennmaradása. Az ország élen jár a fajgazdagság tekintetében, területén körülbelül 12 000 endemikus növényfaj és világviszonylatban is jelentős vadállomány, főleg főemlős él. Legismertebbek közülük a lemurok. Az itt élő fajok jelentős része (főleg a főemlősök és a makimajmok) veszélyeztetett, életterük leszűkült, az eredeti esőerdőnek mára csak 8,5%-a maradt meg. A hat nemzeti park nem alkot összefüggő területet, azonban egyes parkokat erdősávok kötnek össze egymással, amelyeket viszont nem helyeztek védelem alá. Az illegális fakitermelés és orvvadászat miatt a helyszín felkerült a Veszélyeztetett világörökségi helyszínek listájára. |                     |

| | A Mexikói Autonóm Nemzeti Egyetem egyetemvárosának központja |
| Mexikó |                                                              |
| Kulturális (I)(II)(IV) |                                                              |
| Védett terület: 176,5 ha, puffer zóna: 1 254,5 ha, hivatkozás: 1250 |                                                              |
| Az egyetemváros épületcsoportját 1949 és 1952 között hatvan építész, mérnök és képzőművész összehangolt munkájával hozták létre Mario Pani és Enrique del Moral tervei alapján Mexikóváros akkor még félreeső területén. Az 1551-ben alapított egyetem (Mexikó legrégebbi egyeteme) korábban a városközpont környékén szétszórt épületekből állt. Már az 1930-as években elhatározták, hogy egy helyre vonják össze őket, de a megvalósításra csak később került sor. A jelenlegi egyetemváros az épületek mellett sportlétesítményekből, szabadidős terekből, sétányokból stb. áll és egyike Latin-Amerika legjelentősebb modernista épületcsoportjainak. Felfedezhetők rajta a helyi prehispán hagyományok motívumkincse és hagyományos építőanyagok is, ezzel együtt az univerzális társadalmi és kulturális értékek megtestesítője. Leghíresebb épülete a központi könyvtár, melynek mind a négy falát kerámiafreskók borítják rajtuk Mexikó történelmét és kultúráját ábrázoló jelenetekkel. Az egyetem a építészetét, műalkotásait, kialakítását tekintve a 20. századi modernizmus egyik legfontosabb alkotása. |                                                              |

| | Twyfelfontein |
| Namíbia |               |
| Kulturális (III)(V) |               |
| Védett terület: 57,42 ha, puffer zóna: 9 194,48 ha, hivatkozás: 1255 |               |
| Az ország nyugati részén fekvő Damara-felföldön az őslakos damara törzs nyelvén Uri-ais-nak nevezett régészeti lelőhelyen eddig több mint kétezer, kiváló állapotban megőrződött sziklavésetet fedeztek fel. Ezek a petroglifák (vésett rajzok) alkotják Afrika egyik legnagyobb sziklarajz együttesét. A világörökségi helyszín része ezen kívül hat sziklamenedék is, ahol vörös és okker festékkel készült képek találhatók. A vésetek orrszarvúakat, elefántokat, antilopokat, oroszlánokat, zebrákat, struccokat, zsiráfokat, valamint emberi és állati lábnyomokat ábrázolnak. A képeket kétféle módon készítették, vagy bevésték a sziklába, vagy belekarcolták és érdessé tették a kőfelületet. A rajzokat nagy valószínűséggel a kétezer éven keresztül a környéken élő vadászó-gyűjtögető szanok alkották. Az ásatások során késő kőkorszaki tárgyak kerültek elő, míg a legkésőbbi rajzok i. sz. 1000 körülre datálhatók. Ez azt bizonyítja, hogy a térség évezredeken keresztül lakott volt. A szanok az utolsó rajzok keletkezése után elhagyták a térséget, mert a pásztorkodó életmódot folytató damarák kiszorították őket a területről. A helyszín egybefüggő, nagy kiterjedésű emléke a vadászó-gyűjtögető társadalmak életmódjának, hiedelemvilágának és rituáléinak. |               |

| | Teide Nemzeti Park (Kanári-szigetek, Tenerife) |
| Spanyolország |                                                |
| Kulturális (VII)(VIII) |                                                |
| Védett terület: 18 990 ha, puffer zóna: 54 127,9 ha, hivatkozás: 1258 |                                                |
| A Tenerife szigetén található Teide Nemzeti Park nagy része vulkanikus táj, és mivel kis területen számos vulkanikus jellegzetesség figyelhető meg geológiai kutatások fontos helyszíne. Legfőbb tájeleme 3718 méter magas Pico de Teide rétegvulkán, Spanyolország legmagasabb pontja melynek 17 kilométer átmérőjű kalderája uralja a tájat. A hegy a világ harmadik legmagasabb vulkánja a tengerfenéktől számítva 7500 méterre magasodik. A tájat a folyamatosan változó időjárás is formálta, gyakran felhős, ködös az idő, ami különleges hatást kölcsönös a tájnak. A területnek jellegzetes növény és állatvilága van, mivel a kopár felszínen csak kevés gerinces állat talál magának elegendő élelmet. A kisebb méretű élőlények közül a kanári gyík a park jelképe. Jelentős viszont rovarvilága, amelyek közül 700 fajt dokumentáltak. A virágos növények közül 168 fajt azonosítottak, ezek közül 58 őshonos. A itt található leggyakoribb növény a rekettye. |                                                |

| | Lavaux |
| Svájc |        |
| Kulturális (III)(IV)(V) |        |
| Védett terület: 898 ha, puffer zóna: 1 408 ha, hivatkozás: 1243 |        |
| A Lavaux vagy lavaux-i régió, hivatalos megnevezéssel Lavaux teraszos szőlőültetvényei 2007 óta világörökségi védelmet élvező szőlővidék elnevezése Svájcban, Vaud kantonban, az Alpok délnyugati előterében, a Genfi-tó északi partvidékén. A déli fekvésű domboldal mérsékelt klímája és mészkőtalaja kedvez a szőlészetnek és a borászatnak. A 898 hektárnyi területet elfoglaló mintegy tízezer, kőtámfalú terasz a Lausanne és Montreux között húzódó lankás tóparton épült ki. Az itt termő legismertebb fajta a chasselas (saszla). Az itt élők mindig is megpróbálták kihasználni a hely adottságait. Már a római korban is folyt itt szőlőtermelés, de a jelenlegi teraszos kialakítás története csak a 11. századtól dokumentálható. A több mint tízezer mészkőből épített terasz hosszát 400-500 kilométerre becsülik. A helyszín területének túlnyomó többségét szőlőskertek borítják és Lavaux tizennégy településén folyik bortermelés. A térség egy évszázadokon keresztül fejlődő kultúrtáj, erről tanúskodnak várai, borospincéi és lakóépületei is. |        |

| | Galerius palotája Gamzigrad-Romulianában |
| Szerbia |                                          |
| Kulturális (III)(IV) |                                          |
| Védett terület: 179,21 ha, puffer zóna: 544,92 ha, hivatkozás: 1253 |                                          |
| A Szerbia keleti részén fekvő egyik legjelentősebb késő római épületegyüttest Galerius császár építtette édesanyja tiszteletére a 4. század fordulóján és róla is nevezte el Felix Romulianának. A sikeres katonai pályát befutó Galerius a legmagasabb rang birtokosaként és a térség uraként bővíttette és alakíttatta az épületeket. A palota a második tetrarchia építészetének jellegzetes példája. Az erődített palotaegyüttes magából a palotából, bazilikákból, templomokból, fürdőkből, egy négyoldalú kapuzatból és a palotától keletre fekvő dombon két mauzóleumból állt. Az épületegyüttes szerkezete elsősorban az uralkodó isteni jellegét fejezi ki. Egy erődítmény mintájára építették és tornyokkal megerősített falakkal vették körül. Az uralkodó 307-ben lemondott trónjáról és 311-ben bekövetkezett haláláig itt élt. A palota ezután is lakott maradt, egészen a 7. századig, ezalatt többször is átalakították. A két mauzóleumot a császárnak és édesanyjának építették és itt tartották meg a szertartásokat is, amikor az elhunytakat isteni rangra emelték. A két mauzóleum mellett ősi sírdombokat, tumulusokat is feltártak. |                                          |

| | Nisza párthus erődítményei |
| Türkmenisztán |                            |
| Kulturális (II)(III) |                            |
| Védett terület: 77,9 ha, puffer zóna: 400,3 ha, hivatkozás: 1242 |                            |
| Nisza az i. e. 3. és az i. sz. 3. század között fennálló Pártus Birodalom legkorábbi fővárosa volt. A birodalom fénykorában gátolta a római terjeszkedést, valamint jelentős kommunikációs és kereskedelmi közvetítő szerepet töltött be kelet és nyugat között. Ezalatt hagyományos kulturális elemeit hellén és nyugati hatásokkal ötvözte. A település a birodalom bukása után is lakott volt még körülbelül ezer évig, amikor a 13. század első harmadában a mongolok megtámadták és lerombolták. Az egykori fővárosból csak egy dombokon álló romterület maradt fenn, ahol a tervszerű ásatások csak 1930-as években kezdődtek meg. A feltárt romterület két részre oszlik Ó- és Új-Niszára. Ezt a két városrészt egy-egy településdomb, más néven tell alkotja. Az ásatások során lakó-, állami és vallási funkciókat betöltő díszített épületeket találtak. A tizennégy hektáron elterülő óvárosban állt a királyi vár, ami öt fontos épületrészt foglalt magába. Ezt az óvárost egy több mint negyven toronnyal megerősített fal zárja körül. A huszonöt hektáros Új-Niszában kapott helyet a lakóépületek túlnyomó többsége. Ezt a területet is fallal védték, amelynek magassága egyes helyeken eléri a kilenc métert. |                            |